# Jeanne Ménestrier
Jeanne Marie Françoise Ménestrier, dite Mademoiselle Minette (née le 6 février 1789 à Besançon et morte le 28 juin 1853 à Neuilly-sur-Seine,), est une actrice et dramaturge  française, en activité de 1804 à 1830 au théâtre du Vaudeville. 

## Biographie
Pour l'état civil, elle est la fille de Jean François Ménestrier, maître tailleur, et de Marie Anne Lombois. Selon de Manne et Charles Ménestrier, elle est la fille, née hors mariage, de Jean Baptiste Marsoudet (1761-1843),.
Encore enfant, elle se fait remarquer dans les rôles appropriés à son âge sur le théâtre du Vaudeville. On la baptiste alors Mademoiselle Minette. 
Elle vit maritalement avec Clément Marc Osmont du Tillet (1771-1825), fils du président-trésorier de France de la généralité de Paris, et, de cette union libre, sont nés deux enfants en 1806 et 1812.
En 1809, elle obtient un second prix au Conservatoire et en 1813, elle obtient le premier prix de comédie . Elle devient bientôt une des premières actrices du théâtre du Vaudeville, jouant les rôles de soubrette accorte et de villageoise naïve.
On lui prête de nombreux amants; Elle entretient une relation avec le gastronome Grimod de La Reynière vers 1814.
Elle se marie le 25 novembre 1824, à Paris, avec Louis César Auguste Margueritte et eurent un fils,.
Elle passe au Gymnase où elle débute le 13 septembre 1828 dans Caroline, Rodolphe et le Nouveau Pourceaugnac. Sa représentation d'adieux, au théâtre du Vaudeville a lieu le 17 avril 1827,,
Deux ou trois ans plus tard elle quitte définitivement le théâtre. Son mari Margueritte, lui ordonne de rompre toute relation avec les artistes. Elle consacre la pension qu'elle touche du Vaudeville à secourir d'anciens camarades,.

## Œuvres
- Piron au café Procope, vaudeville en un acte avec Th; Pélicier[13]; représenté pour la première fois, au théâtre du Vaudeville, le 25 juillet 1810[14],[15].

## Théâtre
- 1809 : Relâche pour la répétition générale de Fernand Cortez ou Le grand opéra en province; parodie en un acte de Moreau, Rougemont et Merle, création au théâtre du Vaudeville, rôle de Mademoiselle Divergondilly[16].
- 1813 : Le portrait de Dominique ou le Mannequin parlant, parade en un acte, de Rochefort et Decourt, au  théâtre du Vaudeville[17].
- 1815 : Une Nuit de la Garde nationale, vaudeville en un acte d'Eugène Scribe et Charles-Gaspard Delestre-Poirson[18], création au  théâtre du Vaudeville, rôle de l'Eveillé, tambour, 4 novembre[19].
- 1816 : Vin et la Chanson, comédie-vaudeville en un acte, création au théâtre du Vaudeville[20].
- 1816 : Flore et Zéphire, à-propos-vaudeville en un acte de Delestre et Scribe, création au  théâtre du Vaudeville, rôle de Flore[21], 8 février.
- 1816 : Les chansonniers, théâtre du Vaudeville, rôle de Victoire[22].
- 1816 : Les Gardes-marine ou l'Amour et la faim, vaudeville en un acte de Michel Dieulafoy et Nicolas Gersin, création au théâtre du Vaudeville, rôle de Adèle, 14 mars[23].
- 1816 : Le Tambour et la Vivandière, vaudeville historique en un acte, de Jules-Joseph-Gabriel de Lurieu, première au théâtre du Vaudeville, rôle de Valentine[24], 9 octobre[25].
- 1816 : Le Comte Ory, Vaudeville en 1 acte d’Eugène Scribe et Charles-Gaspard Delestre-Poirson,  création au théâtre du Vaudeville, 16 décembre, rôle de Ursule[26].
- 1817 : Une promenade à Saint-Cloud, bluette épisodique en un acte mêlée de vaudevilles, de Alexis Wafflard et Charles Nombret Saint-Laurent, au théâtre du Vaudeville, 10 septembre[27], dans le rôle de Suzon[28].
- 1817 : Les Comices d’Athènes ou les Femmes orateurs, comédie vaudeville en un acte, traduit du grec, par Eugène Scribe  et  Antoine-François Varner, première au théâtre du Vaudeville[29], 5 novembre, rôle de Naïs[30].
- 1818 : Le Rideau levé, ou la Guerre du Parnasse, bataille en couplets d'Armand d'Artois et Théaulon, première au théâtre du Vaudeville, le 9 avril, rôle de Lubin[31].
- 1819 :Caroline d’Eugène Scribe, création au théâtre du Vaudeville, rôle de Marianne, le 15 mars[32].
- 1821 : Frontin mari-garçon, vaudeville en un acte  d'Eugène Scribe, théâtre du Vaudeville, dans le rôle de Denise[33].
- 1822 : La Chercheuse d'esprit, de Charles-Simon Favart, reprise au théâtre du Vaudeville[34].
- 1823 : Trilby, au théâtre du gymnase[35].
- 1827 : La Villageoise somnambule, ou les Deux Fiancées, comédie-vaudeville en trois actes, d'Armand d'Artois et Henri Dupin
- 1828 : Les Folies de Sparte, au Théâtre des Variétés[36].
- 1830 : L'Assurance ou le coucher de la mariée, comédie-vaudeville en deux actes de Scribe et Melleville, dans le rôle de Nanette[37].